# Flygplan 2: Räddningstjänsten
Flygplan 2: Räddningstjänsten (engelska: Planes: Fire & Rescue) är en amerikansk datoranimerad komediäventyrsfilm och en uppföljare till Flygplan från 2013. Filmen producerades av DisneyToon Studios och hade biopremiär den 18 juli 2014 i USA och hade biopremiär i Sverige den 29 augusti samma år.

## Engelska röster
- Dane Cook - Dusty Crophopper[5][6]
- Stacy Keach - Skipper Riley
- Danny Mann - Sparky
- Julie Bowen - Lil' Dipper[5]
- Brad Garrett - Chug
- Teri Hatcher - Dottie
- Curtis Armstrong - Maru[7][8]
- Ed Harris - Blade Ranger[8][9][10]
- Wes Studi - Windlifter[8][9][10]
- Dale Dye - Cabbie[8][9]
- Regina King - Dynamite[8]
- Corri English - Pinecone[8]
- Bryan Callen - Avalanche[8]
- Danny Pardo - Blackout[8]
- Matt Jones - Drip[8]
- Fred Willard - Secretary of the Interior[8]
- Jerry Stiller - Harvey[8]
- Cedric the Entertainer - Leadbottom
- Anne Meara - Winnie[8]
- Erik Estrada - Nick "Loop'n" Lopez[8]
- John Michael Higgins - Cad Spinner[8]
- Barry Corbin - Ol' Jammer[8]
- Hal Holbrook - Mayday[8]
- Kevin Michael Richardson - Ryker[8]
- Patrick Warburton - Pulaski[8]
- Brad Paisley - Bubba[11]

## Svenska röster
- Björn Bengtsson - Dusty Spridenfält
- Hans Klinga - Skipper Riley
- Figge Norling - Gnistan
- Carla Abrahamsen - Dippan
- Fredrik Hiller - Slurk
- Cecilia Forss - Dottie
- Mikael Riesebeck - Meckarn
- Niklas Falk - Blade Ranger
- Jacob Nordenson - Stora Vinden
- Steve Kratz - Lastis
- Mia Hansson - Dynamit
- Jonas Bergström - Inrikesministern
- Hans Wahlgren - Harry
- Göran Forsmark - Benke Tvåtaktarn
- Christina Schollin - Vera
- Fredrik Dolk - Arro Spinner
- Gunnar Ernblad - Gamle Knarre
- Nils Eklund - Mayday